# Liste der Gemeinden in der Steiermark
Liste der 285 Gemeinden in der Steiermark mit ihren 1.596 Katastralgemeinden.

Administrative Gliederung der Steiermark nach der Gemeindestrukturreform 2015.

Das österreichische Bundesland Steiermark gliederte sich unmittelbar vor der mit 1. Jänner 2015 wirksam gewordenen Steiermärkischen Gemeindestrukturreform in 539 politisch selbständige Gemeinden und in 1.593 Katastralgemeinden. Durch die Reform wurde die Zahl der Gemeinden in der Steiermark von insgesamt ursprünglich 542 um 255 auf 287 Gemeinden (inkl. Graz) verringert, einige wenige neue Katastralgemeinden wurden durch Aufteilung bisheriger Gemeinden geschaffen.
Zum 1. Jänner 2013 gab es bereits die Vereinigung der ehemaligen Gemeinden Buch-Geiseldorf und Sankt Magdalena am Lemberg zur neuen Gemeinde Buch-St. Magdalena sowie die Eingemeindung der ehemaligen Gemeinden Hafning bei Trofaiach und Gai zur Gemeinde Trofaiach, womit sich bereits vor dem Inkrafttreten der eigentlichen Reform die Anzahl der Gemeinden auf 539 reduziert hatte.

Zum 1. Jänner 2020 bzw. 2025 wurde je eine Gemeinde durch Vereinigung aufgelöst.
Legende:
- Gemeindename in normaler Schrift: es gibt zusätzlich eine Katastralgemeinde mit gleichem Namen.
- Gemeindename in kursiver Schrift: es gibt keine Katastralgemeinde gleichen Namens.
- Schreibweise der Gemeinden:

Die amtliche Schreibweise ist festgelegt bzw. dargestellt in Steirische Gemeinden alphabetisch, auf der Seite der Steiermärkischen Landesregierung, abgerufen am 16. April 2017; auf Statistik Austria: Ein Blick auf die Gemeinde und (nicht mehr aktuell) auf Tabelle Gemeindestrukturreform Steiermark 2015
Eingerückt findet man die dazugehörigen Katastralgemeinden.
- Katastralgemeinden gleichen Namens zu Gemeinden mit Namen „Sankt“ heißen in der Steiermark immer „St.“.[2] Die Sortierung ist dennoch nach Aussprache (Sankt).
  - Anm.: Die Namen der 1596 Katastralgemeinden werden im amtlichen Kataster vom Bundesamt für Eich- und Vermessungswesen geführt, daher können der Name der Gemeinde, der dazugehörenden Katastralgemeinde (und der Ortschaft) unterschiedlich sein.

- Gebietsstand: 1. Jänner 2025
- Ortschaften und weitere Ortsteile der 285 Gemeinden (Stand 2025)[1] findet man aufgrund des Umfanges auf den Gemeindeseiten.

Alle Artikel über die Orte in diesem Bundesland finden sich unter Kategorie:Ort in der Steiermark.

## A
- Admont
  - Aigen
  - Johnsbach
  - Krumau
  - Oberhall
  - Unterhall
  - Weng

- Aflenz
  - Aflenz Kurort
  - Döllach
  - Dörflach
  - Grassnitz
  - Jauring
  - Tutschach

- Aich
  - Gössenberg
- Aigen im Ennstal
  - Aigen
  - Gatschen
  - Ketten
  - Lantschern
  - Vorberg

- Albersdorf-Prebuch
  - Albersdorf
  - Kalch
  - Postelgraben
  - Prebuch
  - Wollsdorferegg

- Allerheiligen bei Wildon
  - Allerheiligen
  - Feiting
- Altaussee
  - Lupitsch

- Altenmarkt bei Sankt Gallen
  - Altenmarkt
  - Essling

- Anger
  - Baierdorf
  - Naintsch
  - Oberfeistritz
  - Offenegg
  - Viertelfeistritz

- Ardning

- Arnfels
  - Maltschach

## B
- Bad Aussee
  - Obertressen
  - Reitern
  - Straßen

- Bad Blumau
  - Bierbaum
  - Blumau
  - Kleinsteinbach
  - Lindegg
  - Loimeth

- Bad Gleichenberg
  - Bairisch Kölldorf
  - Gleichenberg Dorf
  - Haag
  - Hofstätten
  - Merkendorf
  - Trautmannsdorf
  - Waldsberg
  - Wilhelmsdorf

- Bad Loipersdorf
  - Dietersdorf
  - Gillersdorf
  - Loipersdorf
  - Stein

- Bad Mitterndorf
  - Klachau
  - Krungl
  - Mitterndorf
  - Pichl
  - Tauplitz
- Bad Radkersburg
  - Altneudörfl
  - Dedenitz
  - Goritz bei Radkersburg
  - Hummersdorf
  - Kellerdorf
  - Laafeld
  - Leitersdorf I
  - Pfarrsdorf
  - Pridahof
  - Radkersburg
  - Sicheldorf
  - Zelting

- Bad Schwanberg
  - Aichegg
  - Garanas
  - Gressenberg
  - Hohlbach
  - Hollenegg
  - Kresbach
  - Mainsdorf
  - Neuberg
  - Oberfresen
  - Rettenbach-Hollenegg
  - Trag

- Bad Waltersdorf
  - Hohenbrugg
  - Leitersdorf
  - Neustift
  - Oberlimbach
  - Rohrbach bei Waltersdorf
  - Sebersdorf
  - Wagerberg
  - Waltersdorf

- Bärnbach
  - Hochtregist
  - Piberegg

- Birkfeld
  - Aschau
  - Gschaid bei Birkfeld
  - Haslau
  - Piregg
  - Rabendorf
  - Rossegg
  - Sallegg
  - Waisenegg

- Breitenau am Hochlantsch
  - Erhardstraße
  - Lantsch
  - Schlaggraben
  - Sonnleiten-Pernegg

- Bruck an der Mur
  - Berndorf
  - Forstwald
  - Kaltbach
  - Oberaich
  - Oberdorf-Landskron
  - Picheldorf
  - Pischk
  - Pischkberg
  - Streitgarn
  - Übelstein
  - Wienervorstadt

- Buch-St. Magdalena
  - Geiseldorf
  - Hopfau
  - Längenbach
  - Lemberg
  - Oberbuch
  - Unterbuch
  - Unterdombach
  - Weinberg

- Burgau

## D
- Dechantskirchen
  - Hohenau
  - Kroisbach
  - Schlag

- Deutsch Goritz
  - Haselbach
  - Hofstätten
  - Krobathen
  - Oberspitz
  - Ratschendorf
  - Salsach
  - Schrötten
  - Unterspitz
  - Weixelbaum

- Deutschfeistritz
  - Großstübing
  - Kleinstübing
  - Königgraben
  - Prenning
  - Stübinggraben
  - Waldstein

- Deutschlandsberg
  - Bergegg
  - Blumau
  - Bösenbach
  - Burgegg
  - Feldbaum
  - Furth
  - Gams
  - Gersdorf
  - Greim
  - Hinterleiten
  - Hohenfeld
  - Hörbing
  - Klosterwinkel
  - Kruckenberg
  - Leibenfeld
  - Mitteregg
  - Mitterspiel
  - Müllegg
  - Niedergams
  - Oberlaufenegg
  - Osterwitz
  - Rettenbach-Kloster
  - Rostock
  - Sallegg
  - Sulz
  - Trahütten
  - Unterlaufenegg
  - Vochera am Weinberg
  - Warnblick
  - Wildbach
  - Wildbachdorf

- Dobl-Zwaring
  - Dietersdorf
  - Dobl
  - Lamberg
  - Muttendorf
  - Petzendorf
  - Pöls
  - Wuschan
  - Zwaring

## E
- Ebersdorf
  - Nörning
  - Wagenbach

- Edelsbach bei Feldbach
  - Edelsbach
  - Kaag
  - Rohr

- Edelschrott
  - Kreuzberg
  - Modriach

- Eggersdorf bei Graz
  - Affenberg
  - Brodersdorf
  - Edelsbach
  - Eggersdorf
  - Hart bei Eggersdorf
  - Höf
  - Präbach
  - Purgstall

- Ehrenhausen an der Weinstraße
  - Ehrenhausen
  - Ewitsch
  - Ottenberg
  - Ratsch
  - Retznei
  - Unterlupitscheni
  - Wielitsch

- Eibiswald
  - Aibl
  - Aichberg
  - Bachholz
  - Bischofegg
  - Feisternitz
  - Großradl
  - Hadernigg
  - Haselbach
  - Hörmsdorf
  - Kleinradl
  - Kornriegl
  - Krumbach
  - Laaken
  - Mitterstraßen
  - Oberlatein
  - Pitschgau
  - Pongratzen
  - Rothwein
  - St. Bartlmä
  - St. Lorenzen
  - St. Oswald ob Eibiswald
  - Soboth
  - Stammeregg
  - Staritsch
  - Sterglegg
  - Wuggitz

- Eichkögl
  - Erbersdorf
  - Mitterfladnitz

- Eisenerz
  - Krumpental
  - Münichthal
  - Trofeng

- Empersdorf

## F
- Fehring
  - Burgfeld
  - Habegg
  - Hatzendorf
  - Höflach
  - Hohenbrugg
  - Johnsdorf
  - Oedgraben
  - Pertlstein
  - Petersdorf I
  - Petzelsdorf
  - Schiefer
  - Stang
  - Tiefenbach
  - Weinberg

- Feistritztal
  - Blaindorf
  - Hirnsdorf
  - Hofing
  - Kaibing
  - St. Johann bei Herberstein
  - Siegersdorf

- Feldbach
  - Gniebing
  - Gossendorf
  - Leitersdorf
  - Mühldorf
  - Oedt
  - Raabau
  - Weißenbach

- Feldkirchen bei Graz
  - Lebern
  - Wagnitz

- Fernitz-Mellach
  - Fernitz
  - Gnaning
  - Mellach

- Fischbach
  - Falkenstein
  - Völlegg

- Fladnitz an der Teichalm
  - Fladnitz an der Teichalpe
  - Schrems
  - Tulwitzdorf
  - Tulwitzviertel
  - Türnau

- Floing
  - Unterfeistritz

- Fohnsdorf
  - Aichdorf
  - Dietersdorf
  - Fohnsdorf
  - Hetzendorf
  - Kumpitz
  - Rattenberg
  - Sillweg
  - Wasendorf

- Frauental an der Laßnitz
  - Freidorf an der Laßnitz
  - Gleinz
  - Laßnitz
  - Schamberg
  - Zeierling

- Friedberg
  - Ehrenschachen
  - Schweighof

- Frohnleiten
  - Adriach
  - Gams
  - Gamsgraben
  - Gschwendt
  - Hofamt
  - Laas
  - Laufnitzdorf
  - Laufnitzgraben
  - Mauritzen
  - Pfannberg
  - Röthelstein
  - Rothleiten
  - Schrems
  - Wannersdorf

- Fürstenfeld
  - Altenmarkt bei Fürstenfeld
  - Aschbach
  - Ebersdorf
  - Hartl
  - Kohlgraben
  - Rittschein
  - Ruppersdorf
  - Söchau
  - Speltenbach
  - Stadtbergen
  - Tautendorf
  - Übersbach

## G
- Gaal
  - Graden
  - Ingering II
  - Puchschachen

- Gabersdorf
  - Landscha
  - Neudorf an der Mur

- Gaishorn am See
  - Au
  - Furth
  - Gaishorn
  - Treglwang

- Gamlitz
  - Eckberg
  - Grubthal
  - Kranachberg
  - Labitschberg
  - Sernau
  - Steinbach
  - Sulz
  - Sulztal

- Gasen
  - Amassegg
  - Mitterbach
  - Sonnleitberg

- Geistthal-Södingberg
  - Eggartsberg
  - Geistthal
  - Kleinalpe
  - Södingberg
  - Sonnleiten

- Gersdorf an der Feistritz
  - Gersdorf
  - Gschmaier
  - Hartensdorf
  - Oberrettenbach

- Gleinstätten
  - Dornach
  - Haslach
  - Mayerhof
  - Pistorf
  - Prarath
  - Sausal bei Pistorf

- Gleisdorf
  - Arnwiesen
  - Gamling
  - Kaltenbrunn
  - Labuch
  - Nitscha
  - Ungerdorf
  - Unterlaßnitz
  - Urscha

- Gnas
  - Aug-Radisch
  - Baumgarten
  - Ebersdorf
  - Fischa
  - Grabersdorf
  - Hirsdorf
  - Kohlberg II
  - Maierdorf
  - Obergnas
  - Poppendorf
  - Raning
  - Trössing
  - Unterauersbach

- Gössendorf
  - Thondorf

- Grafendorf bei Hartberg
  - Erdwegen
  - Grafendorf
  - Gräflerviertl
  - Obersafen
  - Pongratzen
  - Seibersdorf
  - Stambach
  - Zeilerviertel

- Gralla
  - Altgralla
  - Obergralla
  - Straßengralla
  - Untergralla

- Gratkorn
  - Forstviertel
  - Freßnitz
  - Friesach-St. Stefan
  - Gratkorn-St. Veit ob Graz
  - Kirchenviertel

- Gratwein-Straßengel
  - Eisbach
  - Gratwein
  - Gschnaidt
  - Hörgas
  - Judendorf-Straßengel
  - Kehr und Plesch

- Graz
  - Algersdorf
  - Andritz
  - Baierdorf
  - Engelsdorf
  - Geidorf
  - Gösting
  - Graz Stadt-Fölling
  - Graz Stadt-Messendorf
  - Graz Stadt-St. Veit ob Graz
  - Graz Stadt-Thondorf
  - Graz Stadt-Weinitzen
  - Gries
  - Innere Stadt
  - Jakomini
  - Lend
  - Liebenau
  - Murfeld
  - Neudorf
  - Ragnitz
  - Rudersdorf
  - St. Leonhard
  - St. Peter
  - Stifting
  - Straßgang
  - Waltendorf
  - Webling
  - Wenisbuch
  - Wetzelsdorf

- Greinbach
  - Penzendorf
  - Staudach
  - Wolfgrub

- Gröbming

- Groß Sankt Florian
  - Groß St. Florian
  - Grub
  - Grünau
  - Gussendorf
  - Hasreith
  - Kraubath
  - Krottendorf
  - Lebing
  - Michlgleinz
  - Mönichgleinz
  - Nassau
  - Petzelsdorf
  - Sulzhof
  - Tanzelsdorf
  - Unterbergla
  - Vochera an der Laßnitz

- Großklein
  - Burgstall
  - Goldes
  - Mantrach
  - Mattelsberg
  - Nestelbach
  - Nestelberg bei Großklein
  - Oberfahrenbach

- Großsteinbach
  - Großhartmannsdorf
  - Kroisbach

- Großwilfersdorf
  - Hainersdorf
  - Hainfeld
  - Herrnberg
  - Maierhofen
  - Obgrün
  - Radersdorf
  - Riegersdorf

- Grundlsee

- Gutenberg
  - Garrach
  - Kleinsemmering
  - Stenzengreith
  - Stockheim

## H
- Halbenrain
  - Dietzen
  - Donnersdorf
  - Dornau
  - Drauchen
  - Hürth
  - Leitersdorf II
  - Oberpurkla
  - Sögersdorf
  - Unterpurkla

- Hart bei Graz
  - Hart bei St. Peter
  - Messendorf

- Hartberg
  - Eggendorf
  - Grazervorstadt
  - Habersdorf
  - Ring
  - Safenau
  - Ungarvorstadt

- Hartberg Umgebung
  - Flattendorf
  - Löffelbach
  - Mitterdombach
  - Schildbach
  - Siebenbrunn
  - Wenireith

- Hartl
  - Neusiedl
  - Obertiefenbach
  - Untertiefenbach

- Haselsdorf-Tobelbad
  - Haselsdorf

- Haus
  - Ennsling
  - Oberhaus
  - Weißenbach

- Hausmannstätten

- Heiligenkreuz am Waasen
  - Felgitsch
  - St. Ulrich am Waasen
  - Wutschdorf

- Heimschuh
  - Kittenberg
  - Muggenau
  - Nestelberg bei Heimschuh
  - Unterfahrenbach

- Hengsberg
  - Fliessing
  - Komberg
  - Kühberg
  - Schönberg
  - Schrötten

- Hirschegg-Pack
  - Hirschegg-Piber
  - Hirschegg-Rein
  - Pack

- Hitzendorf
  - Attendorf
  - Berndorf
  - Mantscha
  - Mayersdorf
  - Michlbach
  - Pirka-Söding
  - Rohrbach
  - Schadendorfberg
  - Steinberg

- Hofstätten an der Raab
  - Hofstätten
  - Pirching
  - Wetzawinkel
  - Wünschendorf

- Hohentauern

## I
- Ilz
  - Buchberg
  - Dambach
  - Dörfl
  - Eichberg
  - Hochenegg
  - Kalsdorf
  - Kleegraben
  - Leithen
  - Mutzenfeld
  - Nestelbach
  - Nestelberg
  - Neudorf
  - Reigersberg

- Ilztal
  - Großpesendorf
  - Neudorf
  - Nitschaberg
  - Prebensdorf
  - Preßguts
  - Wolfsgruben bei Gleisdorf

- Irdning-Donnersbachtal
  - Altirdning
  - Donnersbach
  - Donnersbachwald
  - Erlsberg
  - Irdning
  - Raumberg

## J
- Jagerberg
  - Grasdorf
  - Hamet
  - Jahrbach
  - Lugitsch
  - Ungerdorf
  - Unterzirknitz
  - Wetzelsdorf

- Judenburg
  - Oberweg
  - Ossach
  - Reifling
  - Tiefenbach
  - Waltersdorf

## K
- Kainach bei Voitsberg
  - Gallmannsegg
  - Kainach
  - Kohlschwarz
  - Oswaldgraben

- Kainbach bei Graz
  - Hönigthal
  - Kainbach
  - Schafthal

- Kaindorf
  - Dienersdorf
  - Hofkirchen
  - Kopfing

- Kalsdorf bei Graz
  - Großsulz
  - Kalsdorf
  - Thalerhof

- Kalwang
  - Pisching
  - Schattenberg
  - Sonnberg

- Kammern im Liesingtal
  - Dirnsdorf
  - Kammern
  - Leims
  - Mötschendorf
  - Pfaffendorf

- Kapfenberg
  - Arndorf
  - Deuchendorf
  - Diemlach
  - Einöd
  - Göritz
  - Hafendorf
  - Krottendorf
  - Parschlug
  - Pötschach
  - Pötschen
  - St. Martin
  - Schörgendorf
  - Stegg
  - Winkl

- Kapfenstein
  - Gutendorf
  - Haselbach
  - Kölldorf
  - Mahrensdorf
  - Neustift bei Kapfenstein
  - Pichla

- Kindberg
  - Allerheiligen
  - Edelsdorf
  - Herzogberg
  - Jaßnitztal
  - Kindbergdörfl
  - Kindthal
  - Kindthalgraben
  - Mürzhofen
  - Sölsnitz

- Kirchbach-Zerlach
  - Kirchbach in Steiermark
  - Zerlach
  - Ziprein

- Kirchberg an der Raab
  - Fladnitz im Raabtal
  - Oberdorf
  - Oberstorcha
  - Radersdorf
  - Studenzen
  - Tiefernitz
  - Wörth

- Kitzeck im Sausal
  - Brudersegg
  - Einöd
  - Fresing
  - Gauitsch
  - Greith
  - Neurath
  - Steinriegel

- Klöch
  - Deutsch Haseldorf
  - Gruisla
  - Klöchberg
  - Pölten

- Knittelfeld
  - Apfelberg

- Kobenz
  - Farrach
  - Raßnitz

- Köflach
  - Graden-Piber
  - Gradenberg
  - Gradenberg-Piber
  - Piber
  - Pichling bei Köflach
  - Puchbach

- Krakau
  - Krakaudorf
  - Krakauhintermühlen
  - Krakauschatten

- Kraubath an der Mur
  - Kraubath
  - Kraubathgraben

- Krieglach
  - Alpl
  - Freßnitz
  - Freßnitzgraben
  - Krieglach-Schwöbing
  - Malleisten
  - Massing
  - Sommer

- Krottendorf-Gaisfeld
  - Gaisfeld
  - Gasselberg
  - Krottendorf

- Kumberg
  - Gschwendt
  - Hofstätten
  - Rabnitz

## L
- Lafnitz
  - Oberlungitz
  - Wagendorf

- Landl
  - Gams
  - Hieflau
  - Jassingau
  - Krippau
  - Palfau

- Lang
  - Göttling
  - Jöss
  - Langaberg
  - Schirka
  - Stangersdorf

- Langenwang
  - Feistritzberg
  - Hönigsberg
  - Langenwang-Schwöbing
  - Lechen
  - Mitterberg
  - Pretul
  - Traibach

- Lannach
  - Blumegg
  - Breitenbach
  - Teipl

- Lassing
  - Lassing Schattseite
  - Lassing Sonnseite

- Laßnitzhöhe

- Lebring-Sankt Margarethen
  - Lebring
  - St. Margareten

- Leibnitz
  - Altenmarkt
  - Grottenhof
  - Kaindorf an der Sulm
  - Kogelberg
  - Oberlupitscheni
  - Rettenbach
  - Schönegg
  - Seggauberg

- Leoben
  - Donawitz
  - Göß
  - Gößgraben-Göß
  - Judendorf
  - Leitendorf
  - Mühltal
  - Prettach
  - Schladnitzgraben
  - Waasen

- Leutschach an der Weinstraße
  - Eichberg-Trautenburg
  - Fötschach
  - Glanz
  - Großwalz
  - Kranach
  - Langegg
  - Leutschach
  - Pößnitz
  - Remschnigg
  - Schloßberg

- Lieboch

- Liezen
  - Pyhrn
  - Reithtal
  - Weißenbach bei Liezen

- Ligist
  - Grabenwarth
  - Oberwald
  - Steinberg
  - Unterwald

- Lobmingtal
  - Großlobming
  - Kleinlobming
  - Mitterlobming

- Ludersdorf-Wilfersdorf
  - Flöcking
  - Ludersdorf
  - Pircha
  - Wilfersdorf

## M
- Maria Lankowitz
  - Gößnitz
  - Kemetberg
  - Kirchberg
  - Lankowitz
  - Salla
  - Scherzberg

- Mariazell
  - Aschbach
  - Halltal
  - St. Sebastian
  - Weichselboden

- Markt Hartmannsdorf
  - Hartmannsdorf
  - Oed
  - Pöllau bei Gleisdorf
  - Reith

- Mautern in Steiermark
  - Eselberg
  - Liesingau
  - Magdwiesen
  - Mautern
  - Rannach
  - Reitingau

- Mettersdorf am Saßbach
  - Landorf
  - Mettersdorf
  - Rannersdorf
  - Rohrbach
  - Zehensdorf

- Michaelerberg-Pruggern
  - Michaelerberg
  - Pruggern

- Miesenbach bei Birkfeld
  - Weiglhof

- Mitterberg-Sankt Martin
  - Diemlern
  - Lengdorf
  - Mitterberg
  - St. Martin

- Mitterdorf an der Raab
  - Dörfl
  - Hohenkogl
  - Mitterdorf
  - Oberdorf bei Stadl
  - Obergreith
  - Pichl
  - Untergreith

- Mooskirchen
  - Fluttendorf
  - Gießenberg
  - Neudorf bei Mooskirchen
  - Stögersdorf

- Mortantsch
  - Göttelsberg
  - Hafning
  - Haselbach
  - Leska
  - Steinberg

- Mühlen
  - Jakobsberg
  - Noreia
  - St. Veit

- Murau
  - Egidi
  - Laßnitz-Lambrecht
  - Laßnitz-Murau
  - Stolzalpe
  - Triebendorf

- Mureck
  - Diepersdorf
  - Eichfeld
  - Fluttendorf
  - Gosdorf
  - Hainsdorf
  - Oberrakitsch

- Mürzzuschlag
  - Auersbach
  - Eichhornthal
  - Ganz
  - Lambach
  - Schöneben-Ganz

## N
- Naas
  - Affenthal
  - Birchbaum
  - Dürnthal
  - Gschaid bei Weiz

- Nestelbach bei Graz
  - Edelsgrub
  - Langegg
  - Mitterlaßnitz
  - Nestelbach

- Neuberg an der Mürz
  - Altenberg
  - Frein an der Mürz
  - Kapellen
  - Krampen
  - Mürzsteg
  - Neuberg

- Neudau
  - Unterlimbach

- Neumarkt in der Steiermark
  - Adendorf
  - Baierdorf
  - Dürnstein
  - Greuth
  - Kulm
  - Neumarkt
  - Perchau
  - St. Georgen
  - St. Marein
  - Zeutschach

- Niederwölz

- Niklasdorf
  - Foirach
  - Niklasdorfgraben

## O
- Obdach
  - Granitzen
  - Kienberg
  - Lavantegg
  - Obdachegg
  - Prethal

- Oberhaag
  - Altenbach
  - Hardegg
  - Kitzelsdorf
  - Krast
  - Lieschen
  - Obergreith

- Oberwölz
  - Hinterburg
  - Raiming
  - Salchau
  - Schönberg
  - Schöttl
  - Winklern

- Öblarn
  - Niederöblarn
  - Sonnberg

- Ottendorf an der Rittschein
  - Breitenbach
  - Ottendorf
  - Walkersdorf
  - Ziegenberg

## P
- Paldau
  - Axbach
  - Kohlberg I
  - Perlsdorf
  - Saaz
  - Unterstorcha

- Passail
  - Arzberg
  - Haufenreith
  - Hohenau
  - Kramersdorf
  - Neudorf bei Semriach
  - Plenzengreith
  - Tober

- Peggau
  - Friesach

- Pernegg an der Mur
  - Gabraun
  - Kirchdorf
  - Mixnitz
  - Pernegg
  - Roßgraben
  - Traföß
  - Zlatten

- Pinggau
  - Baumgarten
  - Haideggendorf
  - Schaueregg
  - Sinnersdorf
  - Sparberegg
  - Tanzegg
  - Wiesenhöf

- Pirching am Traubenberg
  - Edelstauden
  - Frannach
  - Pirching
  - Rettenbach

- Pischelsdorf am Kulm
  - Hart
  - Kulming
  - Pischelsdorf
  - Reichendorf
  - Rohrbach
  - Romatschachen
  - Schachen

- Pölfing-Brunn
  - Brunn
  - Jagernigg
  - Pölfing

- Pöllau
  - Hinteregg
  - Köppelreith
  - Obersaifen
  - Prätis
  - Rabenwald
  - Schönau
  - Winkl
  - Winzendorf

- Pöllauberg
  - Oberneuberg
  - Unterneuberg
  - Zeil-Pöllau

- Pöls-Oberkurzheim
  - Allerheiligen
  - Enzersdorf
  - Oberkurzheim
  - Pöls
  - Thalheim
  - Unterzeiring

- Pölstal
  - Bretstein
  - Möderbrugg
  - Oberzeiring
  - St. Johann Schattseite
  - St. Johann Sonnseite
  - St. Oswald

- Preding
  - Tobis
  - Wieselsdorf

- Premstätten
  - Bierbaum
  - Hautzendorf
  - Laa
  - Oberpremstätten
  - Unterpremstätten
  - Zettling

- Proleb
  - Kletschach
  - Köllach
  - Prentgraben

- Puch bei Weiz
  - Elz
  - Harl
  - Höfling
  - Perndorf
  - Puch

- Pusterwald

## R
- Raaba-Grambach
  - Grambach
  - Raaba

- Radmer
  - Radmer an der Hasel
  - Radmer an der Stube

- Ragnitz
  - Badendorf
  - Haslach

- Ramsau am Dachstein
  - Leiten
  - Ramsau

- Ranten
  - Freiberg
  - Rinegg
  - Seebach
  - Tratten

- Ratten
  - Grubbauer
  - Kirchenviertel

- Rettenegg
  - Inneres Kaltenegg

- Riegersburg
  - Altenmarkt bei Riegersburg
  - Breitenfeld
  - Grub I
  - Kornberg
  - Krennach
  - Lembach bei Riegersburg
  - Lödersdorf
  - Neustift bei Breitenfeld
  - St. Kind
  - Schweinz

- Rohr bei Hartberg
  - Oberrohr
  - Unterrohr
  - Wörth an der Lafnitz

- Rohrbach an der Lafnitz
  - Eichberg
  - Kleinschlag
  - Lebing
  - Rohrbach-Schlag
  - Schnöllerviertl

- Rosental an der Kainach
  - Rosenthal

- Rottenmann
  - Bärndorf
  - Büschendorf
  - Edlach
  - Oppenberg
  - Singsdorf

## S
- Sankt Andrä-Höch
  - Brünngraben
  - Fantsch
  - Höch
  - Neudorf im Sausal
  - Reith
  - Rettenberg
  - St. Andrä im Sausal
  - Sausal-Kerschegg

- Sankt Anna am Aigen
  - Aigen
  - Frutten
  - Gießelsdorf
  - Hochstraden
  - Jamm
  - Klapping
  - Plesch
  - Risola
  - Waltra

- Sankt Barbara im Mürztal
  - Großveitsch
  - Kleinveitsch
  - Lutschaun
  - Mitterdorf
  - Niederaigen
  - Scheibsgraben
  - Veitsch Dorf
  - Wartberg

- Sankt Bartholomä
  - Jaritzberg
  - Lichtenegg
  - St. Bartholomä

- Sankt Gallen
  - Bergerviertel
  - Oberreith
  - Reiflingviertel
  - St. Gallen
  - Weißenbach an der Enns
  - Wolfsbachau

- Sankt Georgen am Kreischberg
  - Bodendorf
  - Falkendorf
  - Lutzmannsdorf
  - St. Georgen ob Murau
  - St. Lorenzen
  - St. Ruprecht

- Sankt Georgen an der Stiefing
  - Hart
  - Lappach
  - St. Georgen an der Stiefing

- Sankt Georgen ob Judenburg
  - Pichlhofen
  - Scheiben
  - St. Georgen
  - Wöll

- Sankt Jakob im Walde
  - Äußeres Kaltenegg
  - Filzmoos
  - Kirchenviertel
  - Steinhöf

- Sankt Johann im Saggautal
  - Eichberg-Arnfels
  - Gündorf
  - Praratheregg
  - Radiga
  - Saggau
  - St. Johann im Saggautal
  - Untergreith

- Sankt Johann in der Haide
  - St. Johann in der Haide
  - Schölbing
  - Unterlungitz

- Sankt Josef (Weststeiermark)
  - Oisnitz
  - St. Josef (Weststeiermark)
  - Tobisegg

- St. Kathrein am Hauenstein
  - Landau

- Sankt Kathrein am Offenegg
  - Kathrein I. Viertel
  - Kathrein II. Viertel

- Sankt Lambrecht
  - St. Blasen
  - St. Lambrecht

- Sankt Lorenzen am Wechsel
  - Auerbach
  - Köppel
  - St. Lorenzen am Wechsel

- Sankt Lorenzen im Mürztal
  - Pogusch
  - Rammersdorf
  - Rumpelmühle
  - St. Lorenzen im Mürztal

- Sankt Marein bei Graz
  - Krumegg
  - Petersdorf II
  - St. Marein am Pickelbach

- Sankt Marein im Mürztal
  - Frauenberg
  - Graschnitz
  - Sonnleiten
  - St. Marein im Mürztal

- Sankt Marein-Feistritz
  - Feistritz
  - Fressenberg
  - Greuth
  - Prank
  - St. Marein
  - Wasserleith

- St. Margarethen an der Raab
  - Entschendorf
  - Goggitsch
  - Kroisbach
  - Sulz
  - Takern I
  - Takern II
  - Zöbing

- Sankt Margarethen bei Knittelfeld
  - Glein
  - Mitterbach
  - Pichl
  - Preg
  - Rachau I
  - Rachau II
  - St. Lorenzen
  - St. Margarethen

- Sankt Martin am Wöllmißberg
  - Großwöllmiß
  - Kleinwöllmiß
  - St. Martin

- Sankt Martin im Sulmtal
  - Aigen
  - Bergla
  - Dietmannsdorf
  - Dörfla
  - Gasselsdorf
  - Graschach
  - Greith
  - Gutenacker
  - Kopreinigg
  - Oberhart
  - Otternitz
  - Pitschgauegg
  - Reitererberg
  - Sulb
  - Tombach

- Sankt Michael in Obersteiermark
  - Brunn
  - Hinterlainsach
  - Jassing
  - Liesingthal
  - St. Michael in Obersteiermark
  - Vorderlainsach

- Sankt Nikolai im Sausal
  - Flamberg
  - Grötsch
  - Lamperstätten
  - Mitteregg
  - Mollitsch
  - Oberjahring
  - Petzles
  - St. Nikolai im Sausal
  - Unterjahring
  - Waldschach

- Sankt Oswald bei Plankenwarth
  - Plankenwarth
  - St. Oswald bei Plankenwarth

- St. Peter am Kammersberg
  - Althofen
  - Feistritz
  - Kammersberg
  - Mitterdorf
  - Peterdorf
  - Pöllau
  - St. Peter

- Sankt Peter am Ottersbach
  - Bierbaum
  - Dietersdorf
  - Edla
  - Entschendorf
  - Perbersdorf bei St. Peter
  - St. Peter am Ottersbach
  - Wiersdorf
  - Wittmannsdorf

- Sankt Peter im Sulmtal
  - Freidorf im Sulmtal
  - Kerschbaum
  - Korbin
  - Moos
  - St. Peter im Sulmtal
  - Wieden

- Sankt Peter ob Judenburg
  - Feistritzgraben
  - Möschitzgraben
  - Rothenthurm
  - St. Peter

- Sankt Peter-Freienstein
  - Hessenberg
  - St. Peter-Freienstein
  - Tollinggraben
  - Traidersberg

- Sankt Radegund bei Graz
  - Rinnegg
  - St. Radegund
  - Schöckl

- Sankt Ruprecht an der Raab
  - Arndorf
  - Dietmannsdorf
  - Etzersdorf
  - Fünfing bei St. Ruprecht
  - Grub
  - Kühwiesen
  - Lohngraben
  - Neudorf bei St. Ruprecht
  - St. Ruprecht an der Raab
  - Unterfladnitz
  - Wolfsgruben bei St. Ruprecht
  - Wollsdorf

- Sankt Stefan im Rosental
  - Aschau
  - Glojach
  - Krottendorf
  - Lichtenegg
  - St. Stefan im Rosental
  - Trössengraben

- Sankt Stefan ob Leoben
  - Kaisersberg
  - Lichtensteinerberg
  - Lobming
  - Niederdorf
  - St. Stefan

- Sankt Stefan ob Stainz
  - Greisdorf
  - Grubberg
  - Gundersdorf
  - Lemsitz
  - Lichtenhof
  - Pirkhof
  - St. Stefan
  - Steinreib
  - Zirknitz

- Sankt Veit in der Südsteiermark
  - Hütt
  - Labuttendorf
  - Lind
  - Lipsch
  - Neutersdorf
  - Perbersdorf bei St. Veit
  - Pichla
  - Seibersdorf bei St. Veit
  - Siebing
  - St. Nikolai ob Draßling
  - St. Veit am Vogau
  - Weinburg

- Schäffern
  - Anger
  - Elsenau
  - Götzendorf
  - Knolln

- Scheifling
  - Feßnach
  - Lind
  - Puchfeld
  - St. Lorenzen

- Schladming
  - Klaus
  - Pichl
  - Preunegg
  - Rohrmoos
  - Untertal

- Schöder
  - Baierdorf
  - Schöderberg

- Schwarzautal
  - Breitenfeld
  - Hainsdorf
  - Maggau
  - Marchtring
  - Matzelsdorf
  - Mitterlabill
  - Schwarzau
  - Unterlabill
  - Wolfsberg

- Seckau
  - Dürnberg
  - Neuhofen

- Seiersberg-Pirka
  - Pirka-Eggenberg
  - Seiersberg

- Selzthal

- Semriach
  - Markterviertel
  - Rechberg
  - Schönegg
  - Windhof

- Sinabelkirchen
  - Egelsdorf
  - Frösauberg
  - Frösaugraben
  - Fünfing bei Gleisdorf
  - Gnieß
  - Nagl
  - Obergroßau
  - Untergroßau
  - Unterrettenbach

- Söding-Sankt Johann
  - Großsöding
  - Hallersdorf
  - Hausdorf
  - Kleinsöding
  - Köppling
  - Moosing
  - Neudorf bei St. Johann
  - Pichling bei Mooskirchen
  - St. Johann ob Hohenburg

- Sölk
  - Großsölk
  - Kleinsölk
  - St. Nikolai

- Spielberg
  - Einhörn
  - Flatschach
  - Ingering I
  - Laing
  - Lind
  - Maßweg
  - Pausendorf
  - Sachendorf
  - Schönberg
  - Weyern

- Spital am Semmering
  - Fröschnitz
  - Schöneben-Spital
  - Semmering

- Stadl-Predlitz
  - Einach
  - Predlitz
  - Stadl

- Stainach-Pürgg
  - Neuhaus
  - Pürgg
  - Stainach
  - Zlem

- Stainz
  - Ettendorf
  - Gamsgebirg
  - Grafendorf
  - Graggerer
  - Graschuh
  - Herbersdorf
  - Kothvogel
  - Lasselsdorf
  - Mettersdorf
  - Neudorf
  - Neurath
  - Pichling
  - Rassach
  - Rossegg
  - Sierling
  - Stallhof
  - Teufenbach
  - Trog
  - Wald
  - Wetzelsdorf

- Stallhofen
  - Aichegg
  - Kalchberg
  - Muggauberg
  - Raßberg

- Stanz im Mürztal
  - Brandstattgraben
  - Dickenbach
  - Fochnitz
  - Hollersbach
  - Possegg
  - Stanz

- Stattegg
  - Stattegg-St. Veit ob Graz

- Stiwoll

- Straden
  - Dirnbach
  - Grub II
  - Hart bei Straden
  - Hof bei Straden
  - Karbach
  - Kronnersdorf
  - Krusdorf
  - Marktl
  - Muggendorf
  - Nägelsdorf
  - Neusetz
  - Oberkarla
  - Radochen
  - Schwabau
  - Stainz bei Straden
  - Sulzbach
  - Unterkarla
  - Waasen am Berg
  - Wieden-Klausen

- Strallegg
  - Ausseregg
  - Feistritz
  - Pacher

- Straß in Steiermark
  - Gersdorf
  - Graßnitzberg
  - Lichendorf
  - Obegg
  - Obervogau
  - Oberschwarza
  - Spielfeld
  - Straß
  - Unterschwarza
  - Untervogau
  - Weitersfeld

- Stubenberg
  - Buchberg
  - Freienberg
  - Vockenberg
  - Zeil-Stubenberg

## T
- Teufenbach-Katsch
  - Frojach
  - Katsch
  - Teufenbach

- Thal

- Thannhausen
  - Landscha
  - Oberdorf bei Thannhausen
  - Oberfladnitz
  - Peesen
  - Ponigl
  - Raas
  - Trennstein

- Thörl
  - Etmißl
  - Fölz
  - Hinterberg
  - Lonschitz
  - Oisching
  - Palbersdorf
  - St. Ilgen

- Tieschen
  - Grössing
  - Jörgen
  - Laasen
  - Patzen
  - Pichla bei Radkersburg

- Tillmitsch
  - Altenberg
  - Maxlon
  - Steingrub

- Traboch
  - Madstein
  - Timmersdorf

- Tragöß-Sankt Katharein
  - Hüttengraben
  - Oberdorf-Niederdorf
  - Oberort
  - Obertal
  - Rastal
  - St. Katharein an der Laming
  - Schattenberg
  - Sonnberg
  - Untertal

- Trieben
  - Dietmannsdorf
  - Schwarzenbach
  - St. Lorenzen

- Trofaiach
  - Gai
  - Gimplach
  - Gößgraben-Freienstein
  - Hafning
  - Krumpen
  - Laintal
  - Rötz
  - Schardorf
  - Treffning

- Turnau
  - Göriach
  - Seewiesen
  - Stübming
  - Thal

## U
- Übelbach
  - Kleinthal
  - Neuhof
  - Übelbach Land
  - Übelbach Markt

- Unterlamm
  - Magland
  - Oberlamm

- Unzmarkt-Frauenburg
  - Frauenburg
  - Unzmarkt

## V
- Vasoldsberg
  - Breitenhilm
  - Premstätten bei Vasoldsberg
  - Wagersbach

- Voitsberg
  - Arnstein
  - Kowald
  - Lobming
  - Lobmingberg
  - Thallein
  - Tregist
  - Voitsberg Stadt
  - Voitsberg Vorstadt

- Vorau
  - Puchegg
  - Riegersberg
  - Reinberg
  - Riegersbach
  - Schachen
  - Vornholz

- Vordernberg

## W
- Wagna
  - Aflenz
  - Hasendorf
  - Leitring

- Wald am Schoberpaß
  - Liesing
  - Melling
  - Wald

- Waldbach-Mönichwald
  - Arzberg
  - Karnerviertl
  - Rieglerviertl
  - Schmiedviertl
  - Schrimpf

- Weinitzen
  - Fölling
  - Niederschöckl

- Weißkirchen in Steiermark
  - Allersdorf
  - Feistritz
  - Fisching
  - Kothgraben
  - Maria Buch
  - Mühldorf
  - Reisstraße
  - Schoberegg
  - Schwarzenbach
  - Weißkirchen

- Weiz
  - Büchel
  - Farcha
  - Krottendorf
  - Nöstl
  - Preding
  - Reggerstätten

- Wenigzell
  - Kandlbauer
  - Pittermannviertl
  - Sichart
  - Sommersgut

- Werndorf

- Wettmannstätten
  - Lassenberg
  - Schönaich
  - Weniggleinz
  - Wohlsdorf
  - Zehndorf

- Wies
  - Altenmarkt
  - Aug
  - Buchegg
  - Buchenberg-Burgstall
  - Etzendorf
  - Gaißeregg
  - Kogl
  - Limberg
  - Mitterlimberg
  - Pörbach
  - Unterfresen
  - Vordersdorf
  - Wernersdorf
  - Wiel St. Anna
  - Wiel St. Oswald

- Wildalpen

- Wildon
  - Kainach
  - Stocking
  - Sukdull
  - Unterhaus
  - Weitendorf

- Wörschach

- Wundschuh
  - Kasten

## Z
- Zeltweg
  - Farrach